# 喻希學
喻希學（1502年—？），字博之，河南汝寧府光山縣人，民籍，明朝政治人物。同進士出身。

## 生平
嘉靖十六年（1537年）丁酉科河南鄉試第三十九名舉人。嘉靖十七年（1538年）中式戊戌科三甲五十八名進士。二十二年官鳳陽府蒙城县知县。

## 家族
曾祖喻旭；祖父喻明，歲貢生；父喻正本，母胡氏。慈侍下。兄喻希立（贡士）。弟希纯、希大、希益。